# Europaplein (metrostation)
Onder het Europaplein ligt een van de metrostations van metrolijn 52, ook wel de Noord/Zuidlijn genoemd. Dit station, een ontwerp van Benthem Crouwel Architekten, ligt ter hoogte van de voormalige rotonde (het Europaplein) voor de hoofdingang van de RAI. Het station heeft twee uitgangen, één aan de noordzijde, ter hoogte van de Europahal en één aan de zuidzijde, ter hoogte van de Hollandhal. Het station heeft twee zijperrons van 130 meter lang en circa 4,5 meter breed. Ter plaatse van de toegangen aan de beide kopse kanten verbreden deze perrons zich tot circa 8 meter. Men verwacht ongeveer 20.000 in- en uitstappende reizigers per dag.
In dit gedeelte van de Noord/Zuidlijn stijgt de metrotunnel, om tussen Europaplein en Station Zuid bovengronds te komen. Het station zelf ligt op 8 meter onder NAP. Het station is als enige ondergrondse station volgens de conventionele bouwwijze gebouwd in een open bouwput. Vanwege het kleinere hoogteverschil zijn de perrons zowel per lift, per roltrap (alleen omhoog) als per vaste trap toegankelijk.
In mei 2013 selecteerde een speciale commissie van de gemeente een kunstwerk van Gerald van der Kaap voor dit station. Het betreft een fotocollage, die over de gehele lengte van beide perronwanden is uitgevoerd.

## Galerij

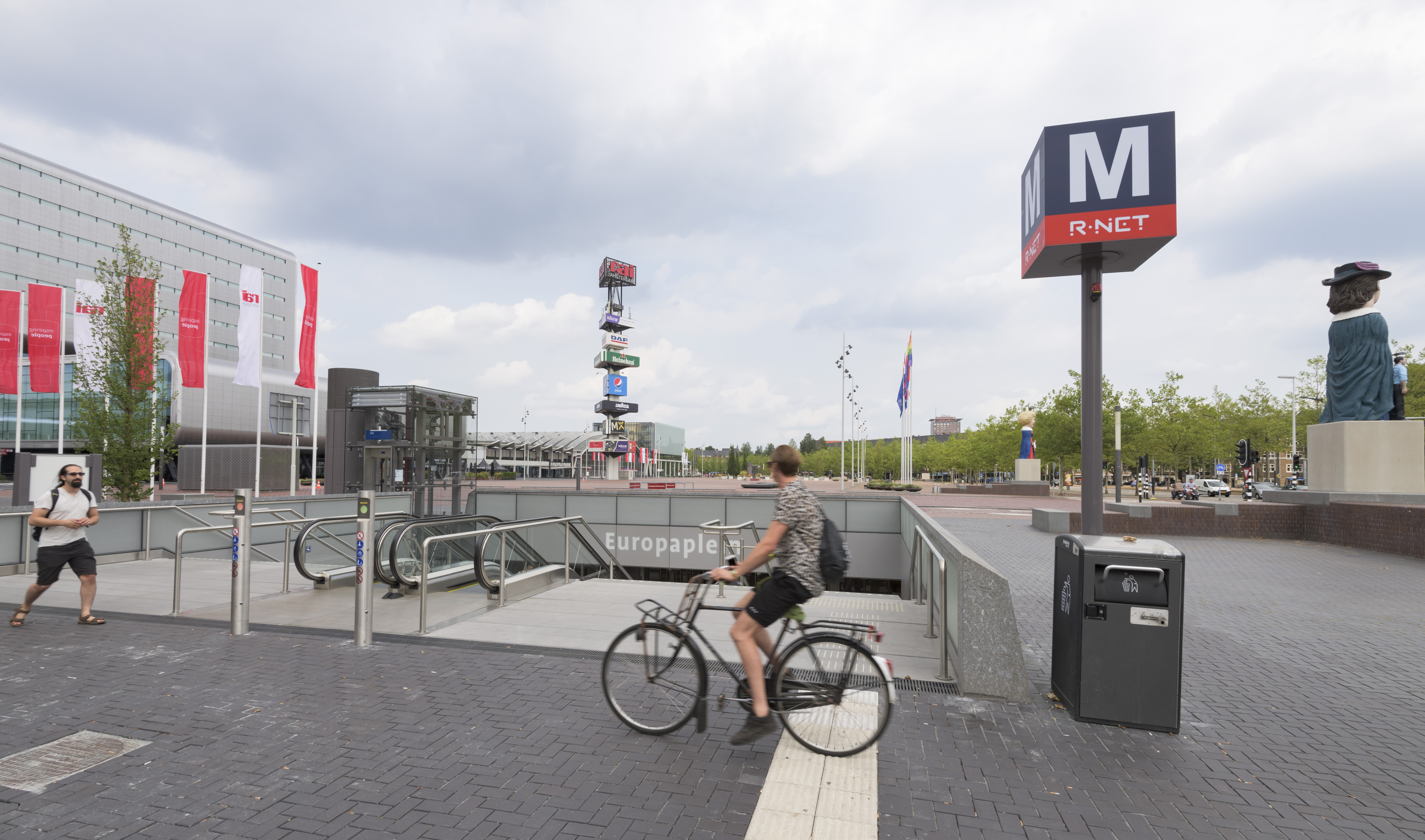
Zuidelijke toegang aan het Europaplein
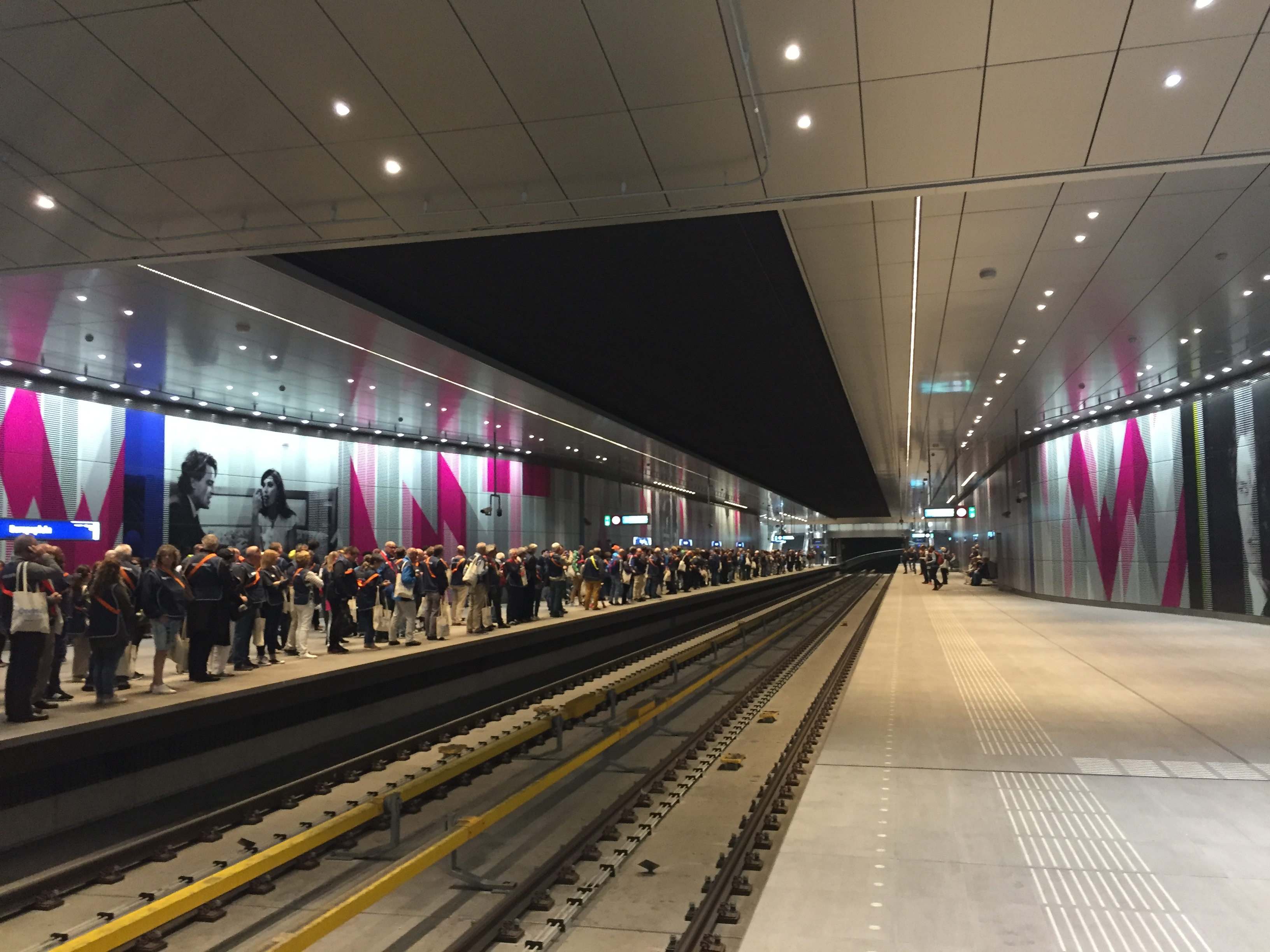
Metrostation Europaplein, mei 2018.
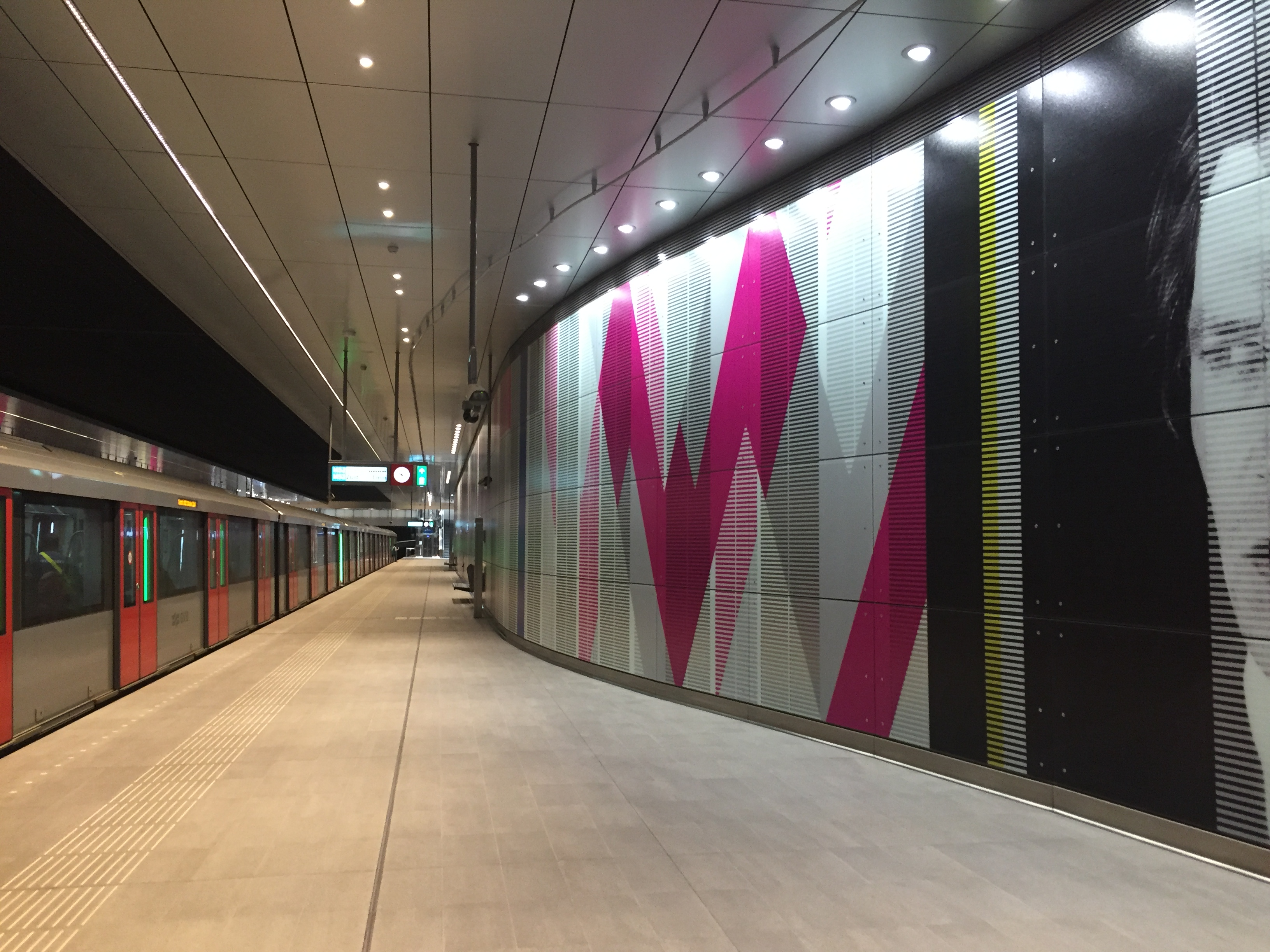
Metrostation Europaplein, mei 2018.
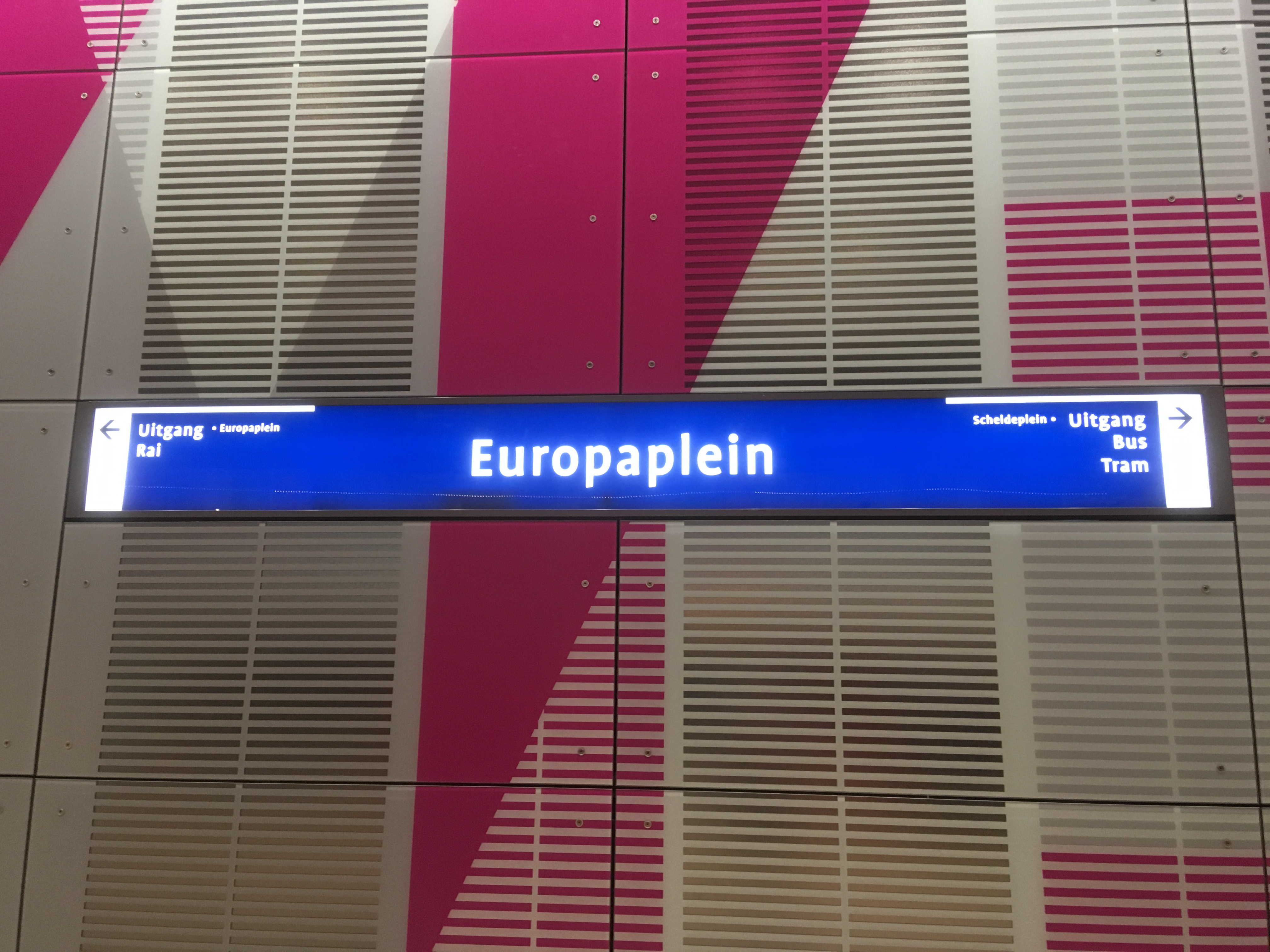
Stationsbord metrostation Europaplein, Noord-Zuidlijn
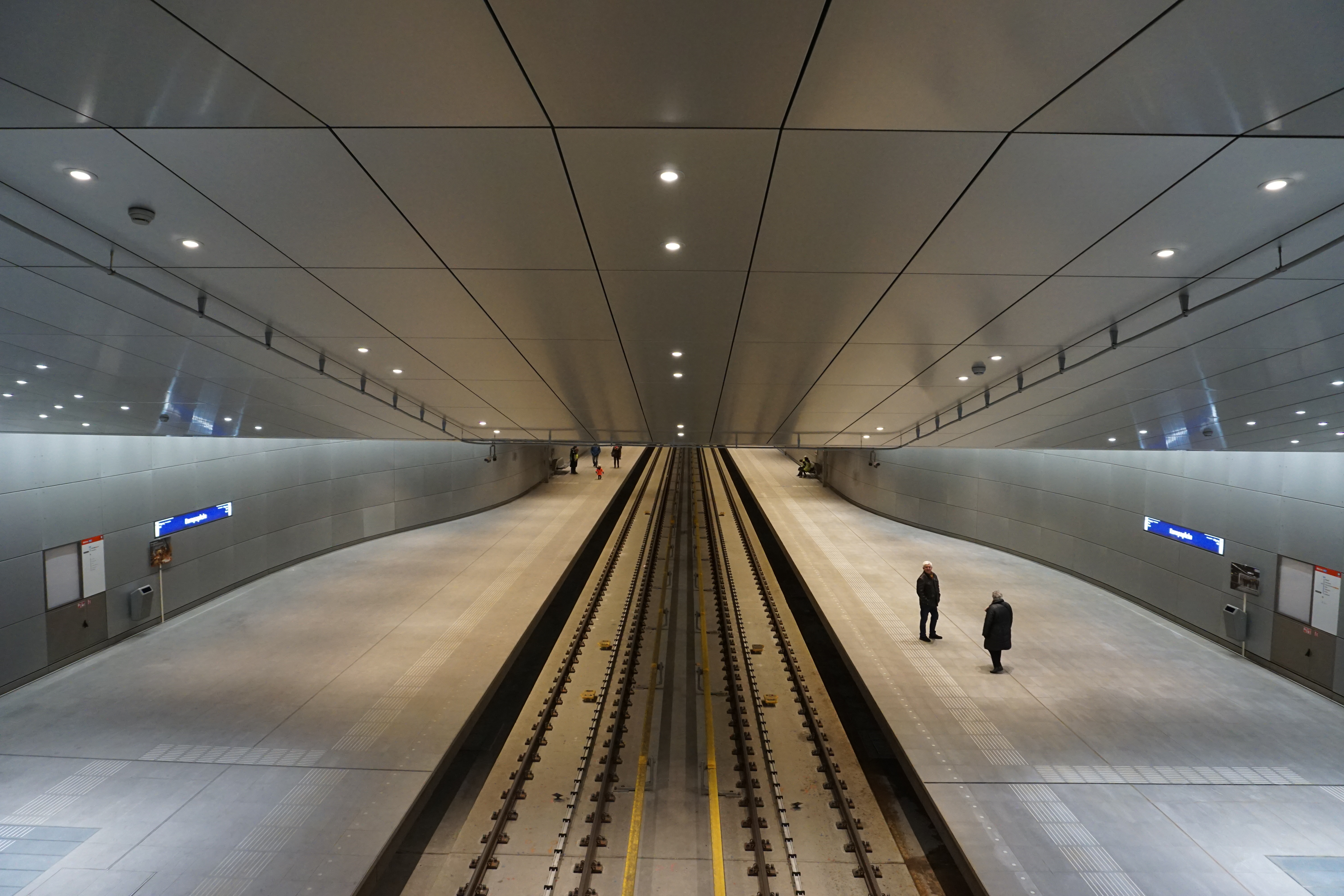
Perrons met tijdelijke wandbekleding, gezien vanaf de zuidelijke stationshal, januari 2018.
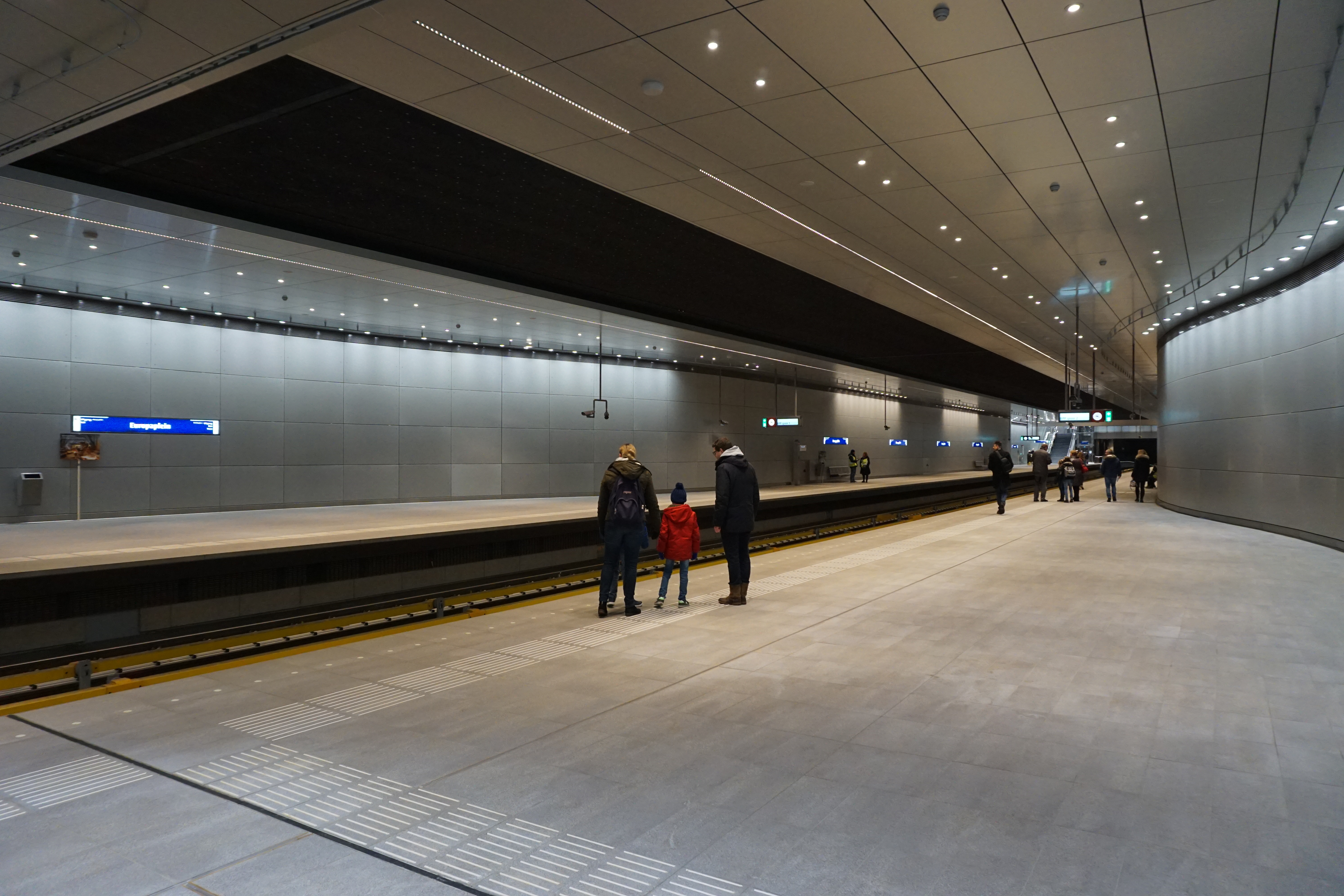
Perrons met tijdelijke wandbekleding, gezien in noordelijke richting, januari 2018.
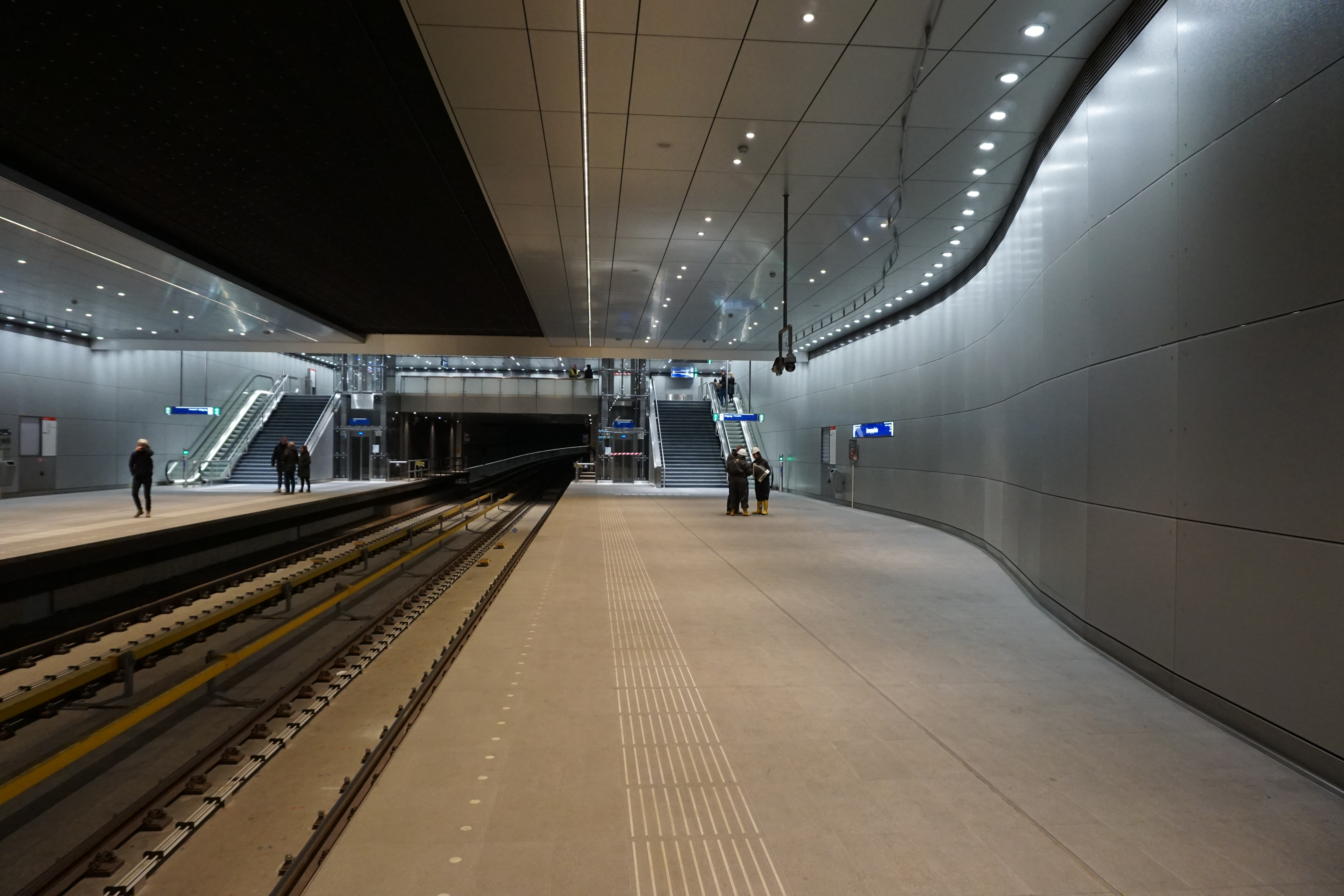
Aanzicht zuidelijke stijgpunten, perrons met tijdelijke wandbekleding, januari 2018.
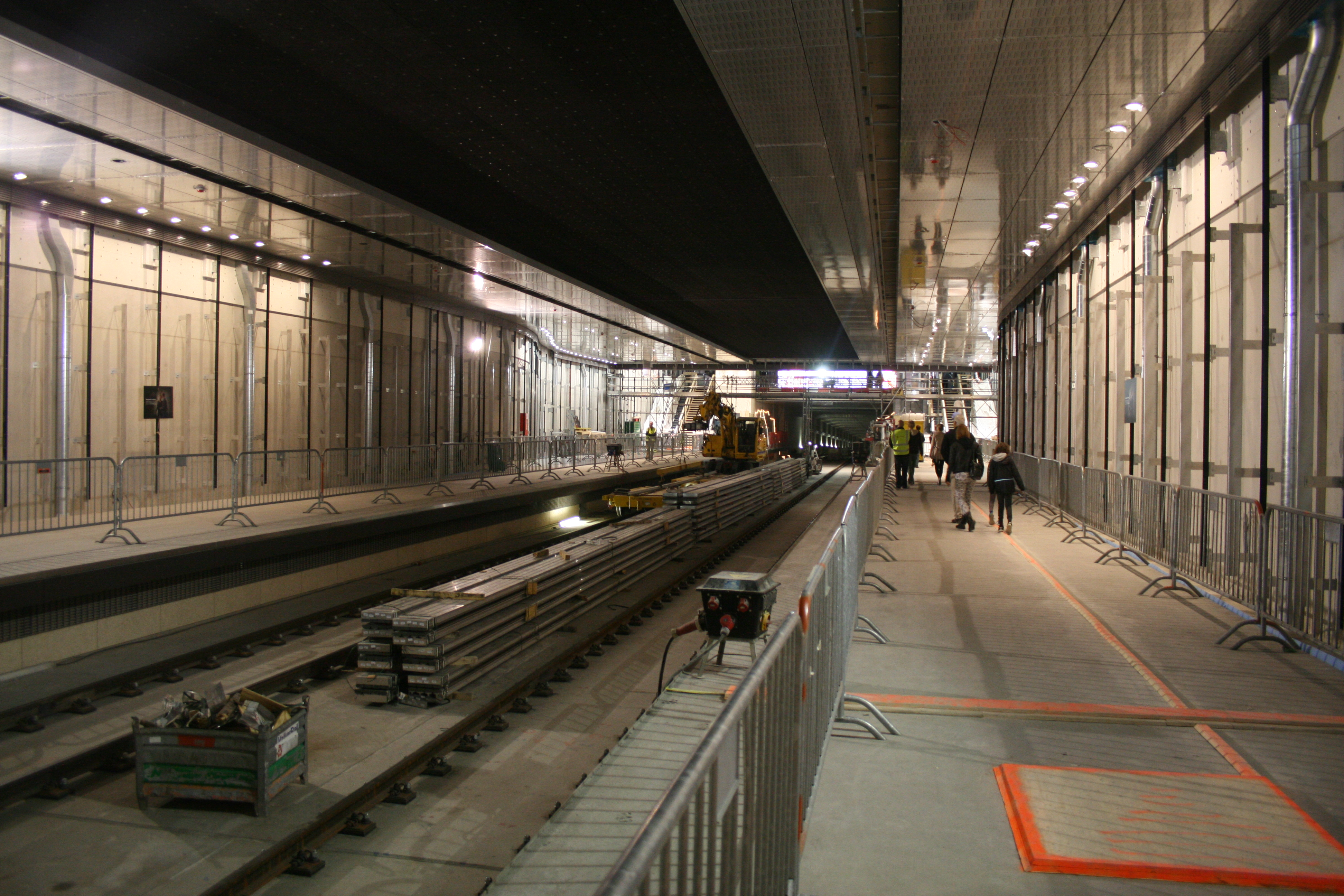
Perrons gezien in noordelijke richting, juni 2015.
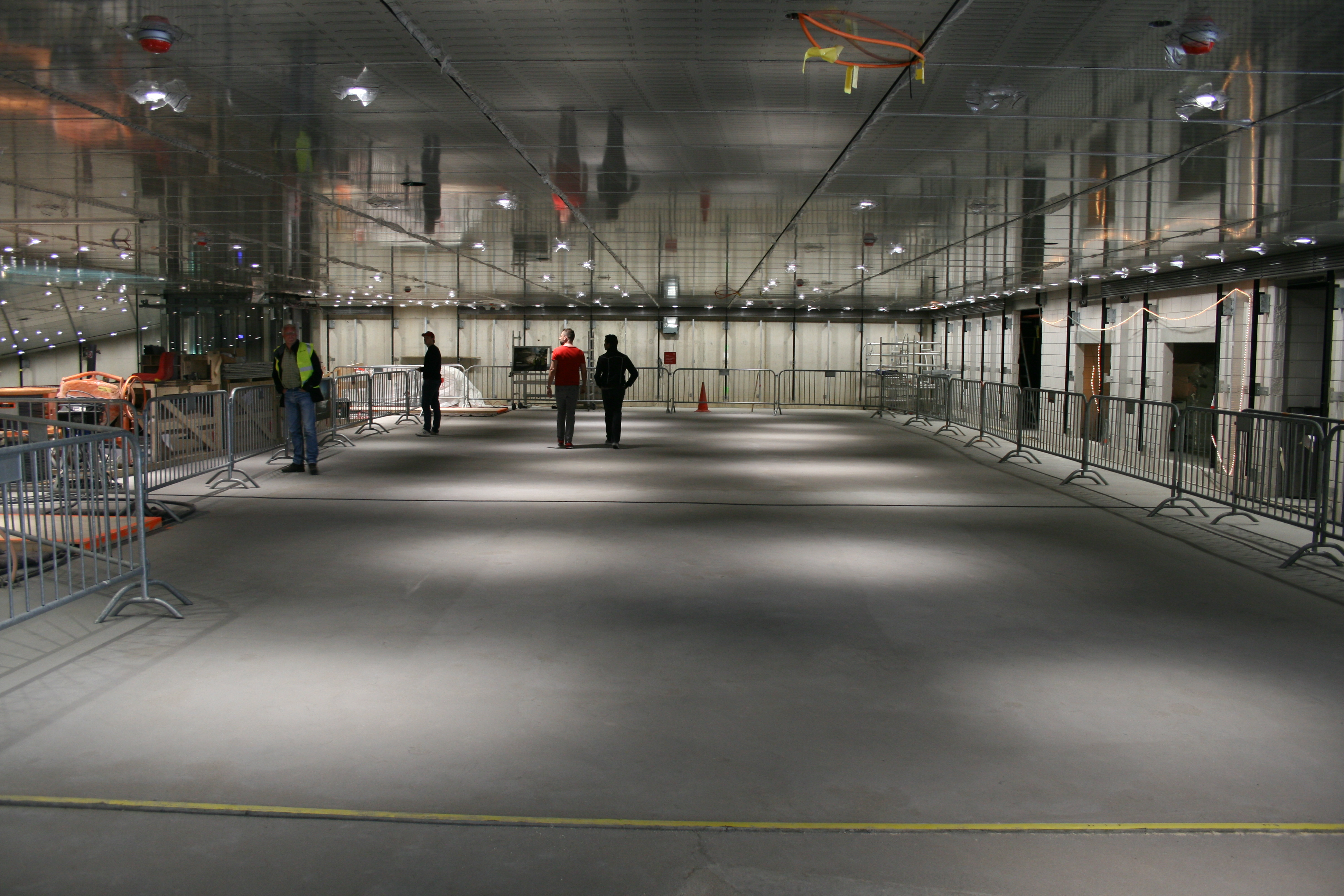
Zuidelijke verdeelhal tijdens afbouwfase, juni 2015.
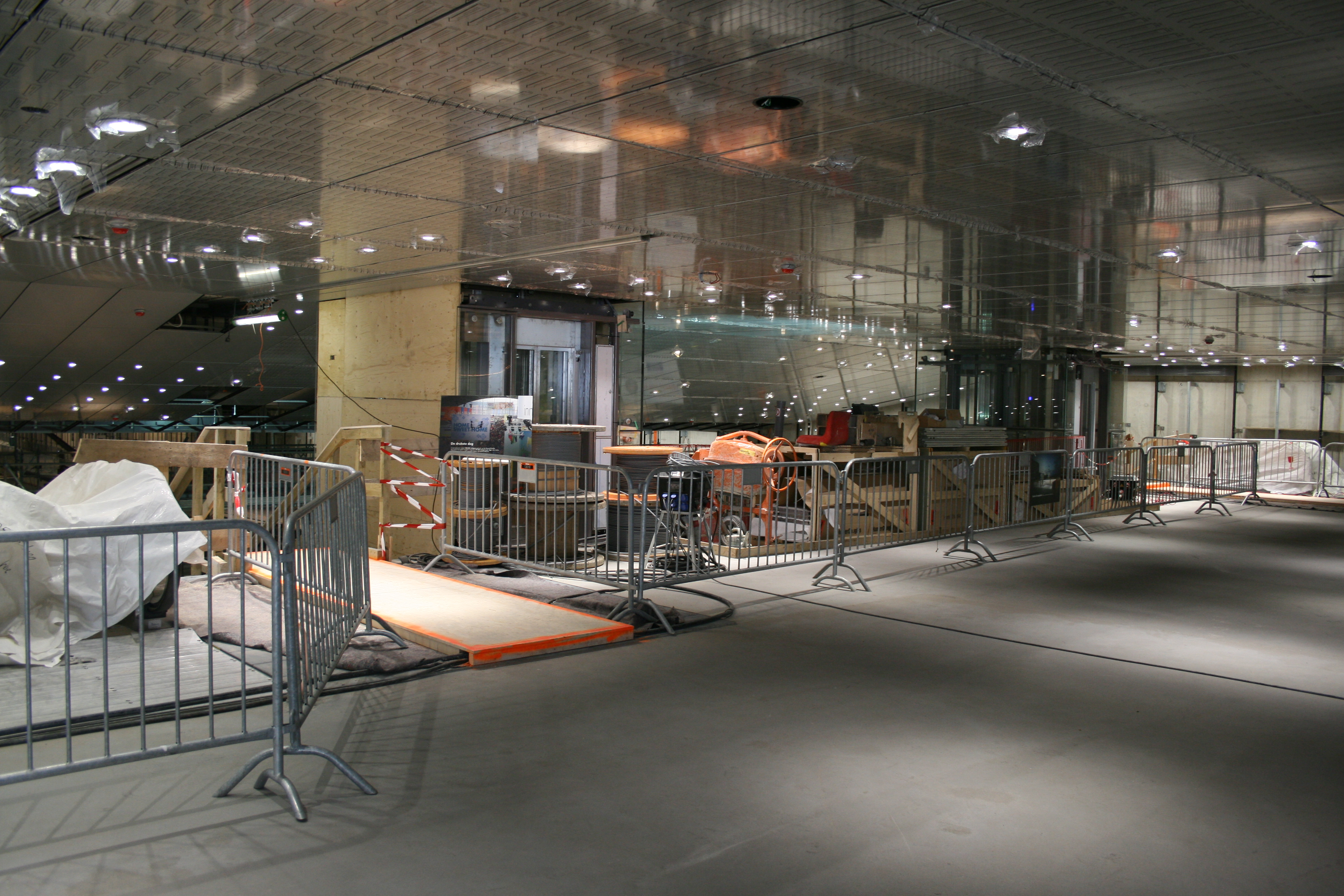
Zuidelijke verdeelhal met stijgpunten naar de beide kantperrons, juni 2015.
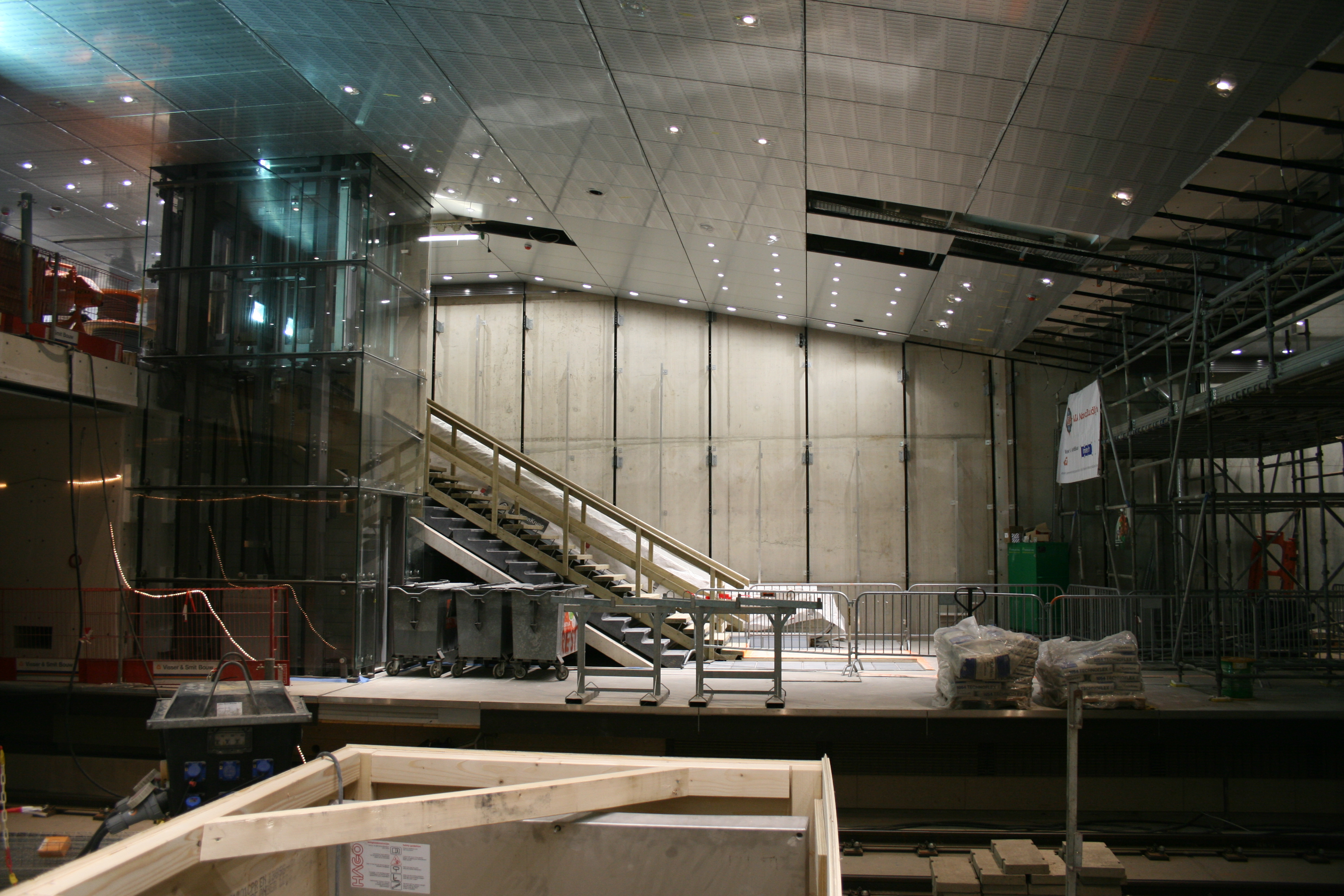
Stijgpunt westelijke perron naar zuidelijke uitgang, juni 2015.
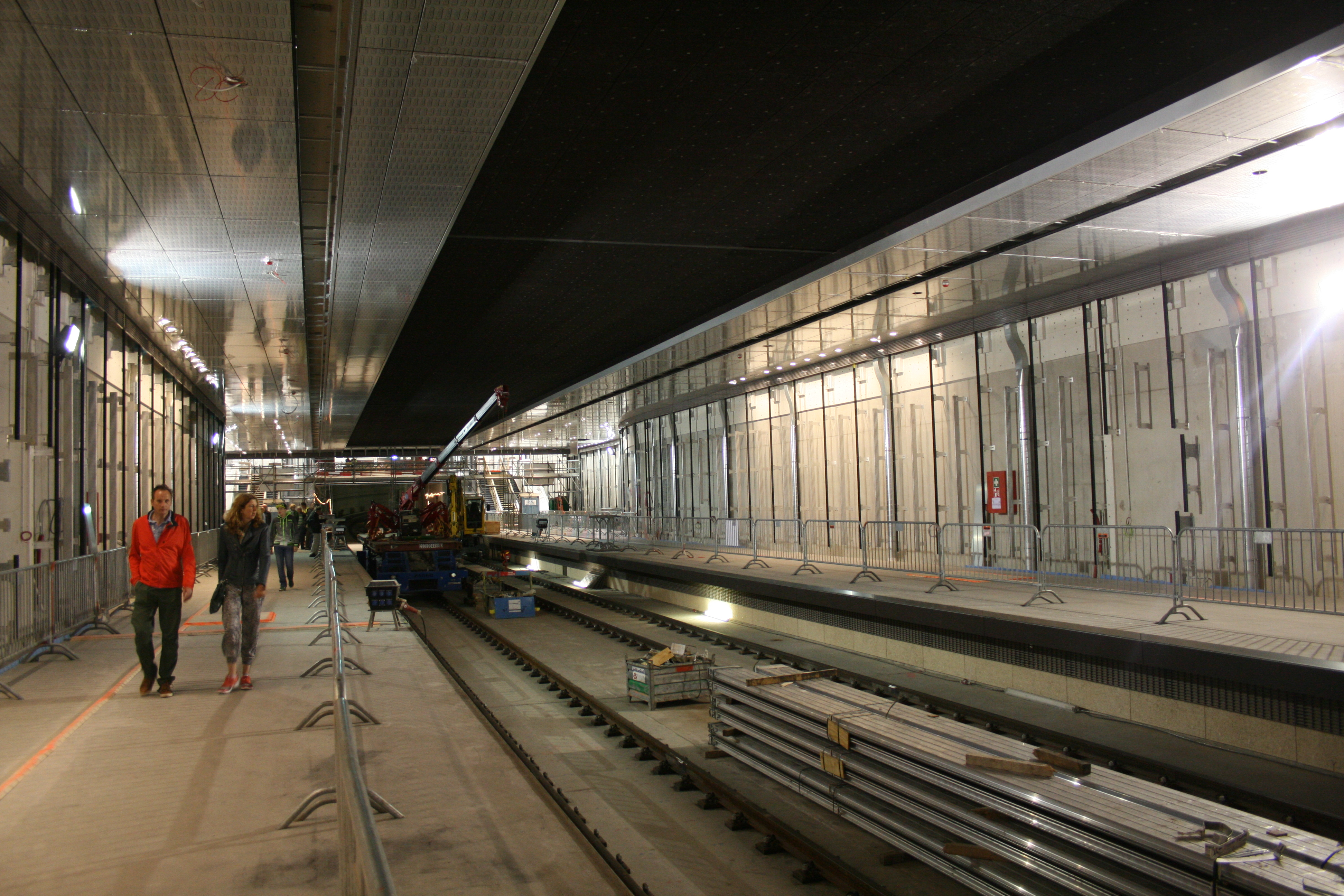
Kantperrons tijdens afbouwfase, gezien in zuidelijke richting, juni 2015.
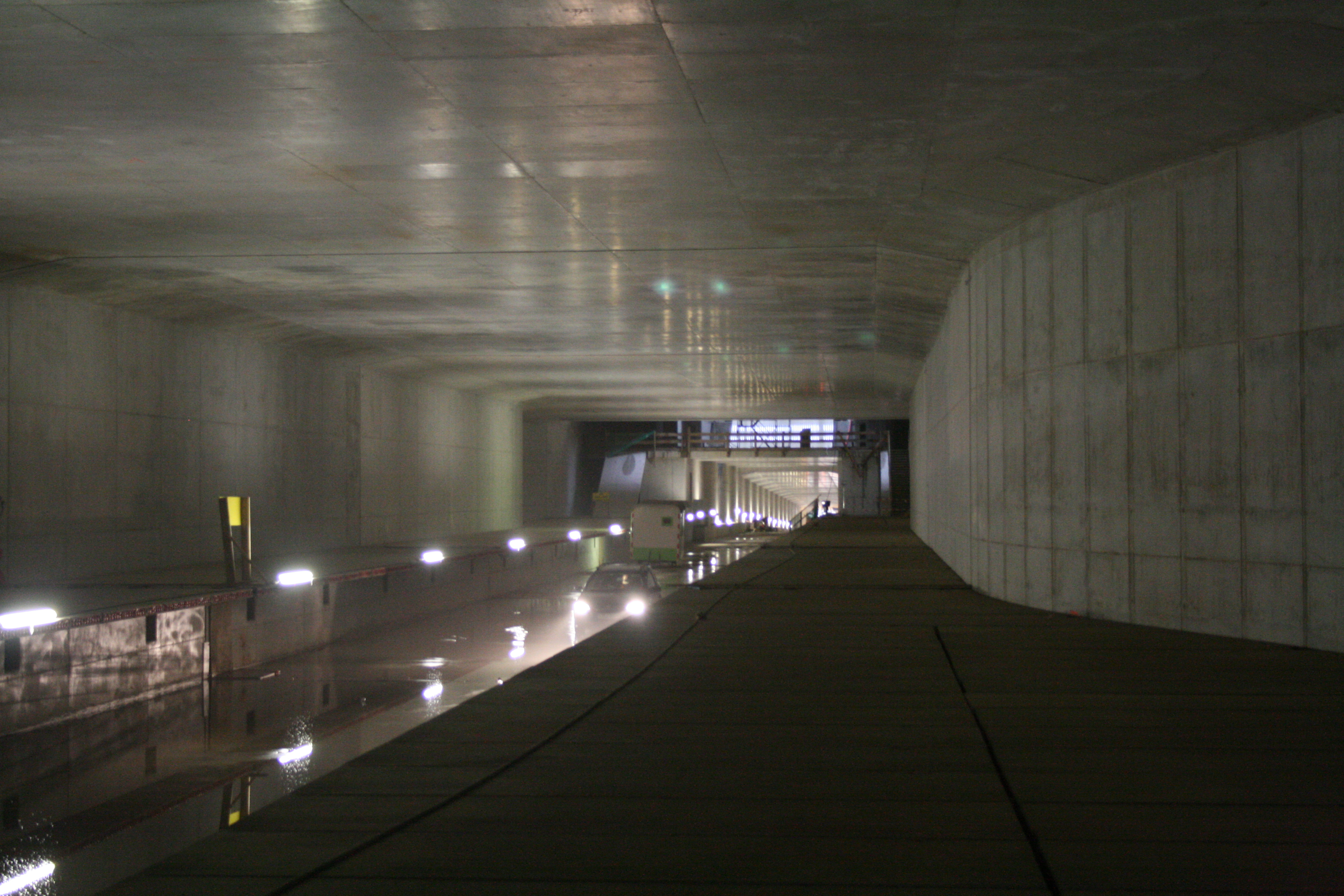
Ruwbouw van station Europaplein, februari 2011.
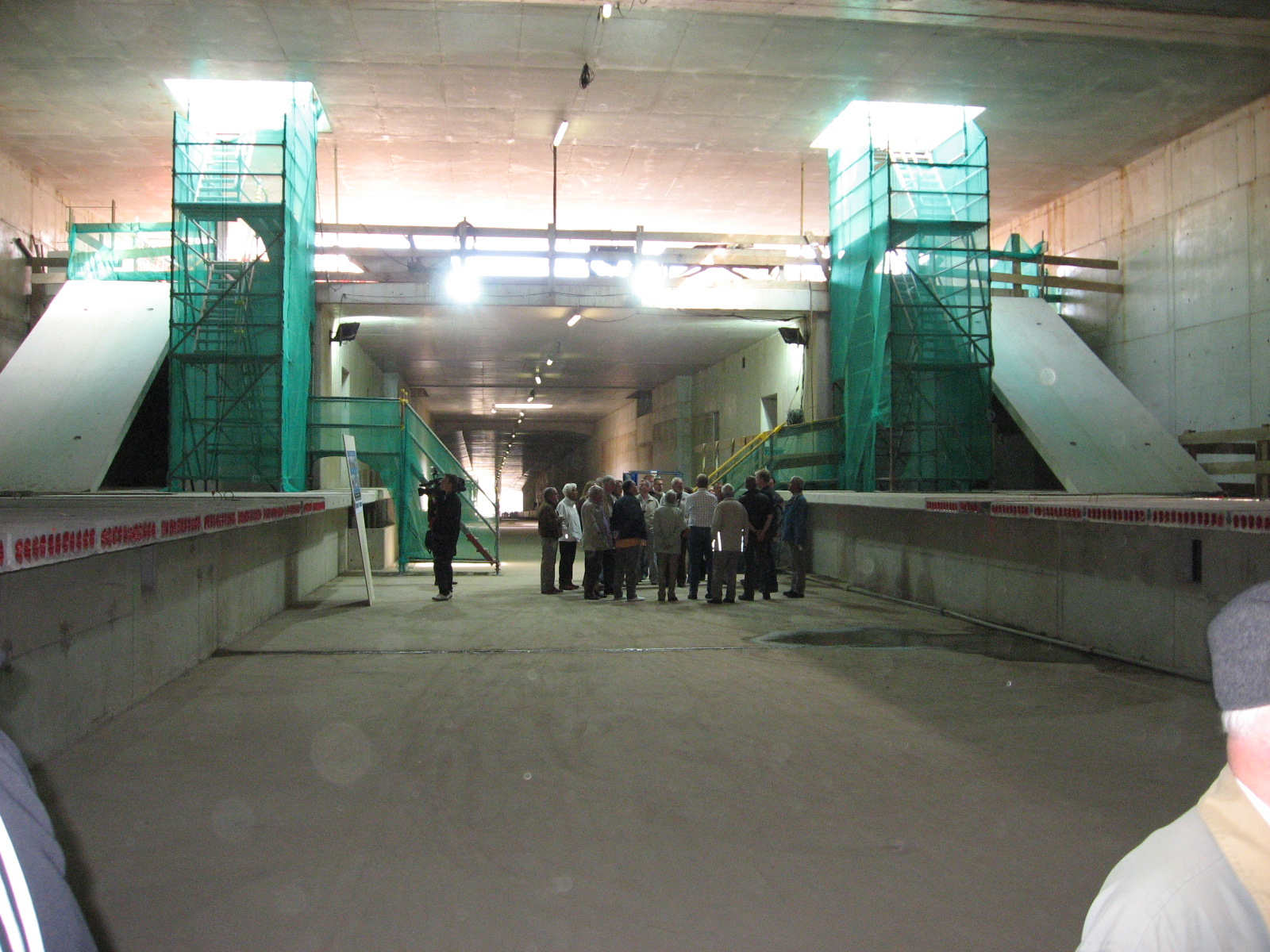
Ruwbouw van station Europaplein, juni 2009.